# Tengami
Tengami — инди-игра, головоломка, доступная для мобильных устройств с операционными системами iOS, Android, Wii U и компьютеров Windows и Mac OS. Разработкой и выпуском занималась студия Nyamyam. Tengami является платным приложением. Суть игры заключается в том, чтобы управлять безымянным персонажем и скитаться по просторам Японии в поисках цветов сакуры.
Действие игры происходит в древней Японии. За основу художественного стиля бралась японская живопись, представленная в виде pop-up-книги. Сама игра представляет головоломку.

## Игровой процесс
Действие игры происходит в древней Японии, игрок управляет безымянным странником, который намеревается оживить засохшее дерево сакуры. Для чего ему нужно найти цветы сакуры и поднести дереву. Для этого странник отправляется в путешествие. Сам игровой мир представляет собой трёхмерные иллюстрации в виде книги-раскладушки, чьи «страницы» можно листать или переворачивать касанием пальца, таким образом прокладывая вперёд путь страннику. Игрок должен направлять странника путём двойного нажимания на экран. Персонаж не может перепрыгивать через препятствия или лазить. Другая задача заключается в поиске предметов, позволяющих открыть путь к следующим уровням прохождения, или же разгадке квестов. Конечная цель в каждом уровне — найти цветок сакуры, всего в игре имеется четыре уровня. В основном странник передвигается пешком, на некоторых уровнях — на лодке. В игре не возможно умереть, или быть раненным, уровни не ограниченны временем.

## Создание
Tengami является первой работой независимой инди-студии Nyamyam, основанной в 2010 году. Сначала игру планировалось выпустить в 2013 году для операционной системы iOS. Команда изначально задумала создать уникальный в своём роде проект, не похожий на все уже существующие видео-игры, «сделать то, что ранее никто никогда не создавал, и что-то, что находится на грани того, чего ожидает основная игровая аудитория». Перед созданием Tengami, разработчики вдохновились видео на Youtube, где вёлся рассказ через перелистывание трёхмерных иллюстраций. Разработчики заметили, что у них это вызвало чувство удивления и ностальгии, что стало вдохновением для создания игровой механики для будущей игры. За основу художественного стиля брался минималистичный стиль ваби-саби и традиционное японское художественное искусство.
Игровая механика, представляющая всплывающие фигуры путём «перелистывания», как это делается в pop-up-книге была впервые применена в Tengami в истории создания компьютерных игр. Поэтому только работа над данной механикой велась в течение года. За основу механики брались настоящие фигуры, сделанные из листа и способные складываться в двухмерные объекты. По этой же причине все представленные здания в Tengami возможно сложить и воссоздать в реальности. Дженнифер Шнайдерейт, одна из разработчиц, заметила, что первостепенной целью для их команды было создание уникальной и эстетической и прекрасной игры в отличие от большинства инди-разработчиков, создающих игры для iOS ради быстрых денежных доходов. Дженнифер также заметила, что в случае большого успеха проекта, её команда была готова увидеть в магазине App store игры-клоны, или использующие ими созданную игровую механику трёхмерного перелистывая.
Разработчики стремились передать красоту окружающего мира через его простоту. Суть игры заключается «в исследовании красивого и всплывающего мира, сталкиваясь с препятствиями и головоломками», по этой причине разработчики исключили из игры любые стрессовые факторы, такие, как смерть, или ограничение временем, чтобы игрок «чувствовал расслабление и медитировал». При этом ранний проект представлял собой быстрый и двухмерный платформер, где управляемый персонаж представлял собой ниндзя, использующий свои акробатические навыки для передвижения вперёд. Игрок же должен был использовать «перелистывание» трёхмерных объектов, чтобы проложить путь вперёд. Тем не менее Дженнифер призналась что созданная игра выглядела провальной, поэтому проект начали создавать практически с нуля. Команда оказалась в кризисной ситуации и даже оказалась на грани того, чтобы отказаться от проекта из-за финансовых трудностей. Хотя от многих задумок пришлось отказаться, проект всё же был завершён.
Ещё до официального выпуска игры на iOS, Tengami была представлена на нескольких игровых выставках и стала объектом интереса японской компании Nintendo, выразившей желание выпустить игру на Wii U, одном из своих игровых устройств. Работая над портом для Wii, разработчики столкнулись с трудностями, когда меню управления нужно было переделать для работы со стилусом.

## Музыка
Композитором музыкального сопровождения выступил Дэвид Уайз. Композиции записывались с участием традиционных японских музыкальных инструментов.
| №   | Название                 | Длительность |
| --- | ------------------------ | ------------ |
| 1.  | «The Awakening»          | 2:13         |
| 2.  | «The Pale Moonlight»     | 2:36         |
| 3.  | «Into The Darkness»      | 2:14         |
| 4.  | «Dreams Unfolding»       | 2:27         |
| 5.  | «Crimson Leaves»         | 2:54         |
| 6.  | «Five Stories To Heaven» | 1:35         |
| 7.  | «Blossoms Falling»       | 3:31         |
| 8.  | «Frozen In Time»         | 4:39         |
| 9.  | «Loneliness»             | 3:26         |
| 10. | «Ocean Breeze»           | 2:01         |
| 11. | «The Passage»            | 2:07         |
| 12. | «Reflections»            | 3:22         |
| 13. | «Into The Light»         | 3:03         |
| 14. | «Tengami Medley»         |              |

## Выход
Выход игры состоялся для операционной системы iOS 19 февраля 2014 года. Его можно назвать относительно успешным; по состоянию на конец 2015 года, Tengami была куплена раз 218,000 в App Store. Однако данное количество покупок не сумело в полной мере возместить все финансовые расходы, потраченные на игру. Тем не менее более поздний выход версий игры для Android, Wii U, PC и Mac позволил всё же получить прибыль от продаж копий игры. Так выход игры для Wii состоялся 13 ноября 2014 года и за год для приставки было продано 11,000 копий игры, что оказалось гораздо выше ожидания разработчиков. Для персональных компьютеров выход игры состоялся 15 января 2015 года и за год было продано 11,000 копий. 5 ноября 2015 года Tengami вышла для операционной системы Android, в данной версии выли исключены встроенные покупки.
Разработчики были готовы к сдержанным отзывам игровых критиков, учитывая испытанные финансовые трудности при разработке, тем не менее они заметили, что Tengami заинтересовала многих людей не интересовавшихся ранее компьютерными играми, в частности пожилых людей, которые затем оставляли восхитительные отзывы об игре.

## Критика
| Сводный рейтинг    | Сводный рейтинг                         |
| Агрегатор          | Оценка                                  |
| ------------------ | --------------------------------------- |
| GameRankings       | 75,50 % (Wii U) 72,00 % (iOS)           |
| Metacritic         | 70/100 (iOS) 70/100 (Wii U) 57/100 (PC) |
| Иноязычные издания |                                         |
| Издание            | Оценка                                  |
| Eurogamer          | 4/10                                    |
| GamesRadar+        | 7/10                                    |
| TouchArcade        | [ 14 ]                                  |
| Digital Spy        | [ 15 ]                                  |

Игра получила смешанные отзывы от игровых критиков средняя оценка по версии аггергатора Metaciritic составляет 70 баллов из 100 возможных для iOS и Wii U, и 57 баллов для персональных компьютеров.
Представитель Toucharcade похвалил игру за её сложную и красивую визуальную красоту, призванную вызывать у игрока расслабленность и эстетическое удовольствие от наблюдения за игровым миром. Рецензент заметил, что прежде никогда не видел настолько достоверного изображения процесса складывания и раскладывания трёхмерной фигуры из бумаги. Особую роль в эстетике игры играет музыкальное сопровождение композитора Дэвида Уайза, сумевшего достоверно передать в своей музыке японскую эстетику и внести в игру чувство безмятежности.
Адди Берк из Gamesradar заметил, что «обычно когда игрок достаточно долгое время проводит в игре, он начинает воспринимать визуальные эффекты как должное, уделяя всё своё внимание на сканирование врагов и охотой за реквизитами». Игра Tengami же отвлекает игрока своей визуальной красотой до самого конца. Соединение двух форм искусства; японской живописи и складывание трёхмерных бумажных объектов, породили по мнению Берка уникальный пример современного цифрового искусства. Игра, как головоломка не сложна и большинство препятствий игрок быстро преодолеет несмотря на фактическое отсутствие инструкции и подсказок. Тем не менее игра подойдёт далеко не всем игрокам, которые любят в играх быстроту и экшен.
Скотт Николз из Digitaspy назвал Tengami привлекательной головоломкой, привлекающей своим красивым и ярким внешним видом и вызывающей у игроков чувство спокойствия. Тем не менее слишком медленное прохождение может вызвать раздражение у многих игроков. Помимо прочего разочаровывает короткая длина игры и неожиданно резкий конец, оставляющий у игрока «чувство незавершённости».
Оли Уельш из Eurogamer назвал игру красивым но очень вялым приключением. Даже несмотря на то, что разработчики, по мнению критика, однозначно вложили в проект много любви, тем не менее он получился провальным. У Tengami нет линии повествования как таковой и всё сводится к поиску макгаффина без развития сюжета и взаимодействия с другими персонажами. Игру можно пройти всего за 90 минут, «и можно было бы пройти значительно быстрее, не шёл бы управляемый персонаж так медленно». Это может вызывать у игроков скорее утомление, нежели чувство расслабленности.